# Arcos de Valdevez (Salvador), Vila Fonche e Parada
Arcos de Valdevez (Salvador), Vila Fonche e Parada (llamada oficialmente União das Freguesias de Arcos de Valdevez (Salvador), Vila Fonche e Parada) es una freguesia portuguesa del municipio de Arcos de Valdevez, distrito de Viana do Castelo.

## Historia
La freguesia fue creada con el nombre de União das Freguesias de Arcos de Valdevez (São Salvador), Vila Fonche e Parada el 28 de enero de 2013 en aplicación de una resolución de la Asamblea de la República de Portugal promulgada el 16 de enero de 2013 con la unión de las freguesias de Parada, Salvador y Vila Fonche, pasando a estar situada su sede en la antigua freguesia de Salvador. Esta denominación se mantuvo hasta el 28 de marzo de 2013 que pasó a llamarse con el actual nombre en aplicación de la Declaración de Rectificación n.º 19/2013 que modificaba su denominación.

## Demografía
| Gráfica de evolución demográfica de Arcos de Valdevez (Salvador), Vila Fonche e Parada entre 2011 y 2021 |
| |
| Datos según el nomenclátor publicado por el INE portugués.                                               |